# Cynthia Bond
Cynthia Bond (nascida em 1961), é uma autora e atriz americana. Seu romance de estreia, Ruby, passou seis semanas consecutivas na lista de mais vendidos do New York Times, e foi escolhido como uma seleção para o Oprah's Book Club 2.0. Ela nasceu em Hempstead, Texas, e agora mora em Los Angeles, Califórnia. Bond ganhou uma bolsa de estudos de jornalismo na Northwestern University e depois estudou na American Academy of Dramatic Arts na cidade de Nova York. Bond foi um PEN Rosenthal Fellow para escritores emergentes. Bond também faz parte da equipe do Paradigm Malibu Adolescent Treatment Center.

## Trabalho profissional
Bond fundou o The Blackbird Collective em 2011 para, de acordo com seu site, "criar um ambiente acolhedor e de apoio para escritores", com ênfase em "contar verdades raramente compartilhadas e usar a criatividade para ajudar os outros". Ela ensinou redação para jovens sem-teto e em situação de risco por mais de 15 anos no Los Angeles LGBT Center. Alguns dos jovens com quem trabalhou inspiraram episódios de violência sexual descritos no seu romance de estreia, Ruby. Bond foi inspirada por parte da história de sua própria família ao escrever Ruby, incluindo a história de sua tia que foi morta por homens que supostamente faziam parte da Ku Klux Klan. Ela passou dez anos trabalhando no manuscrito de Ruby. A mãe de Bond e seu agente inicialmente a encorajaram a dividir o livro de 900 páginas em uma trilogia. Bond inicialmente acreditou que seria melhor como um único volume, mas acabou concordando que uma trilogia seria a melhor evolução para o romance.
Ruby foi considerado um "primeiro romance forte" pela Kirkus Reviews. A Booklist chamou Ruby de um "retrato severo e implacável de atos obscuros e psiques obscuras". Ruby é em parte uma "história corajosa", mas também contém "elementos místicos", de acordo com o Library Journal. A revista People escreveu que Ruby não era uma "leitura fácil", mas tinha uma mensagem importante e "atraente". Ann Friedman escreveu no The Guardian que, embora o livro tenha evocado comparações com o trabalho de Toni Morrison ou Zora Neale Hurston, "pode ser mais apropriado comparar Bond a Gabriel García Márquez. Ruby é tecido com realismo mágico... mas a prosa luminosa de Bond é baseada em uma realidade segura."
Ruby foi selecionada para o Prêmio Bailey's Women's Prize for Fiction de 2016.

## Vida pessoal
Atualmente ela mora em Los Angeles com sua filha. Bond se identifica como bissexual.

## Curiosidades
Bond interpretou o principal antagonista no filme de terror de 1990 Def by Temptation. Ela é prima do falecido ativista dos direitos civis Julian Bond.

## Trabalho
- Ruby. New York: Hogarth, 2014. ISBN 978-0804188241